# Culinária da Dinamarca

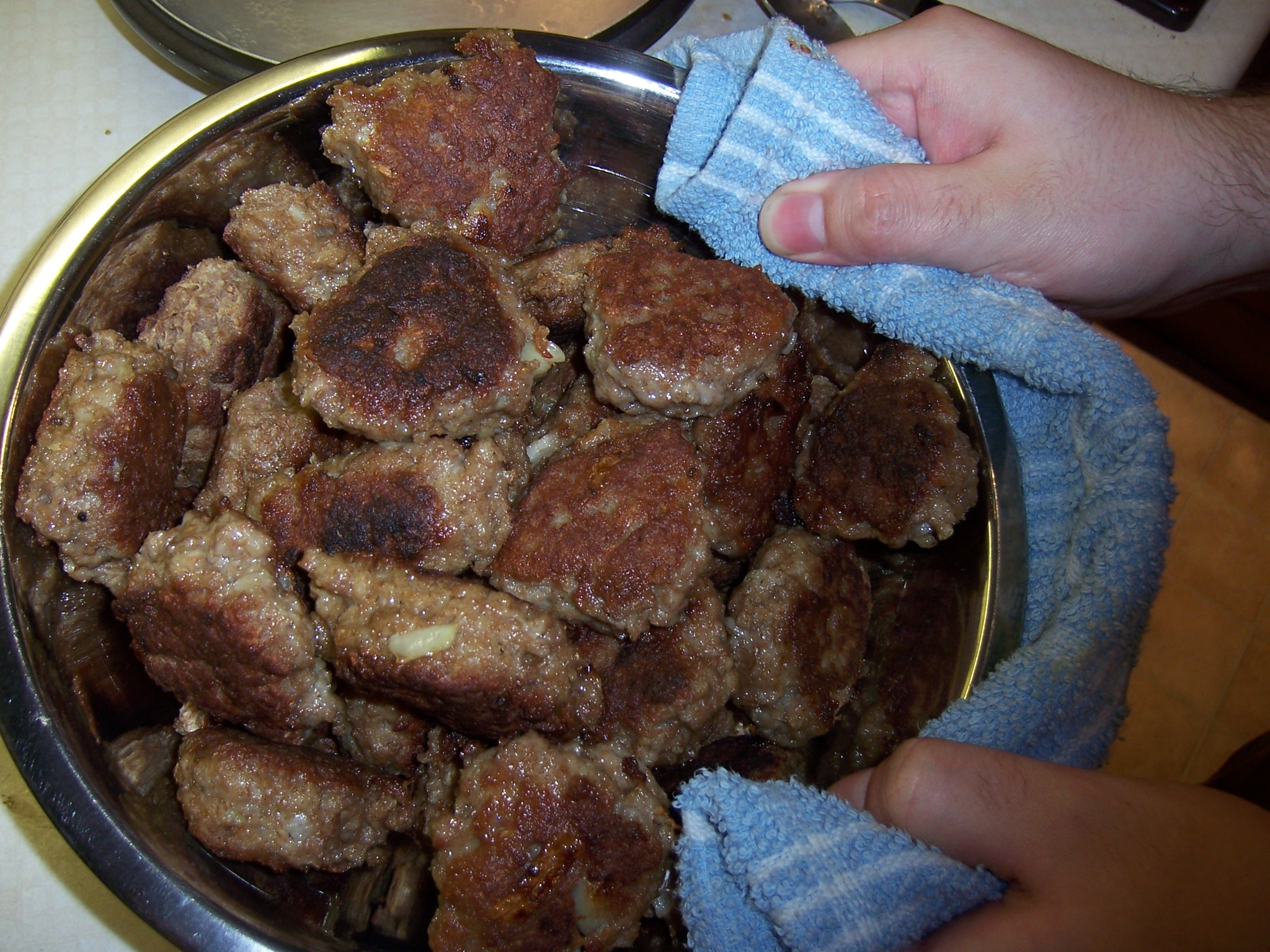
Frikadeller acabados de fazer.

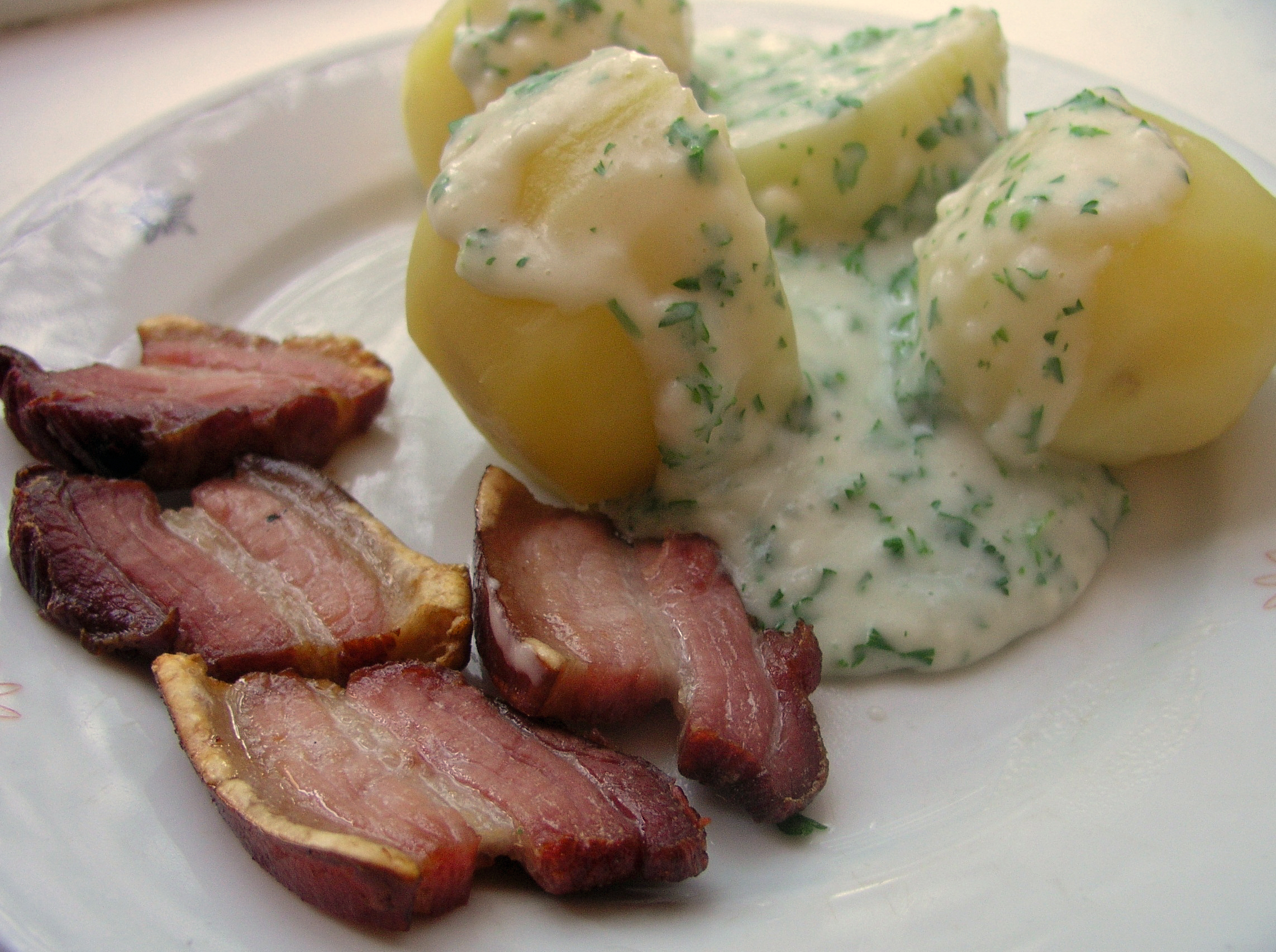
Stegt flæsk com batatas e molho de salsa

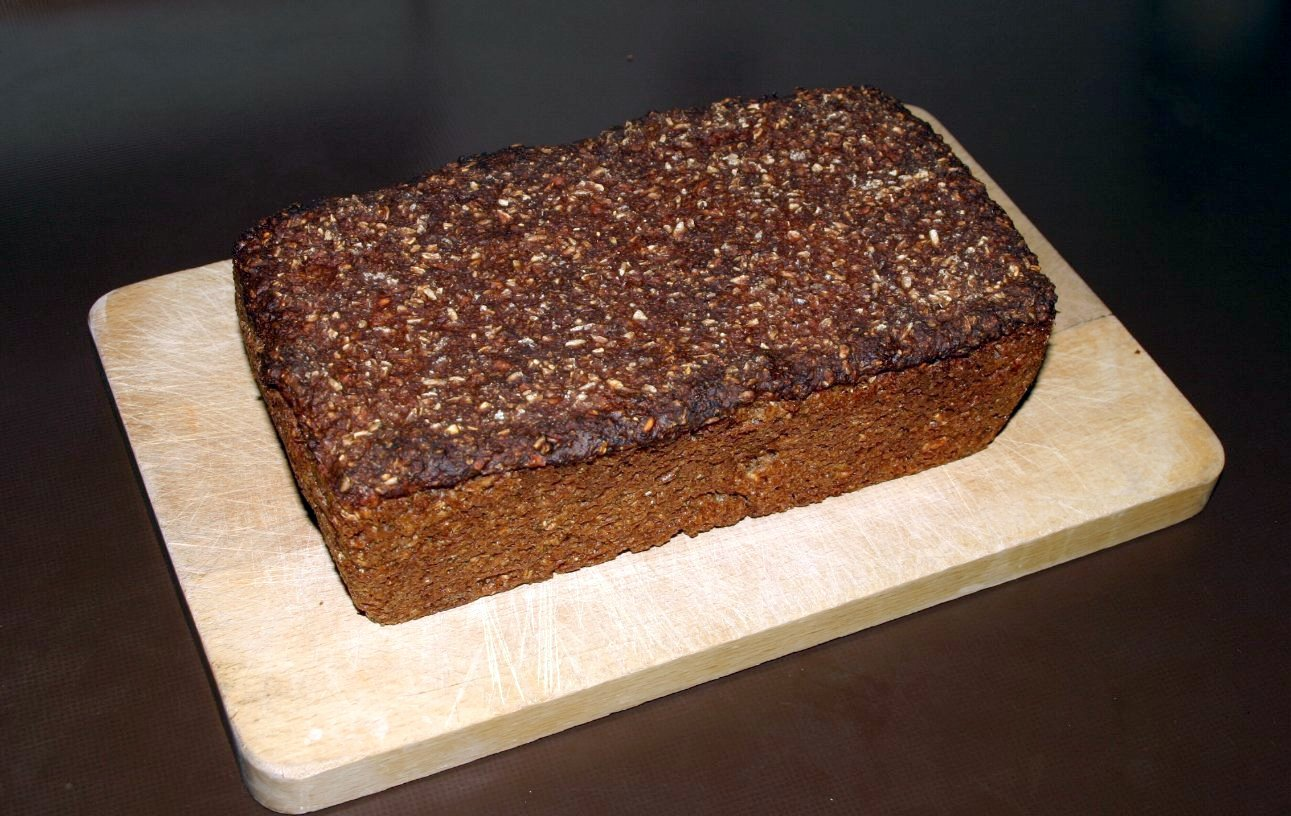
Rugbrød caseiro.

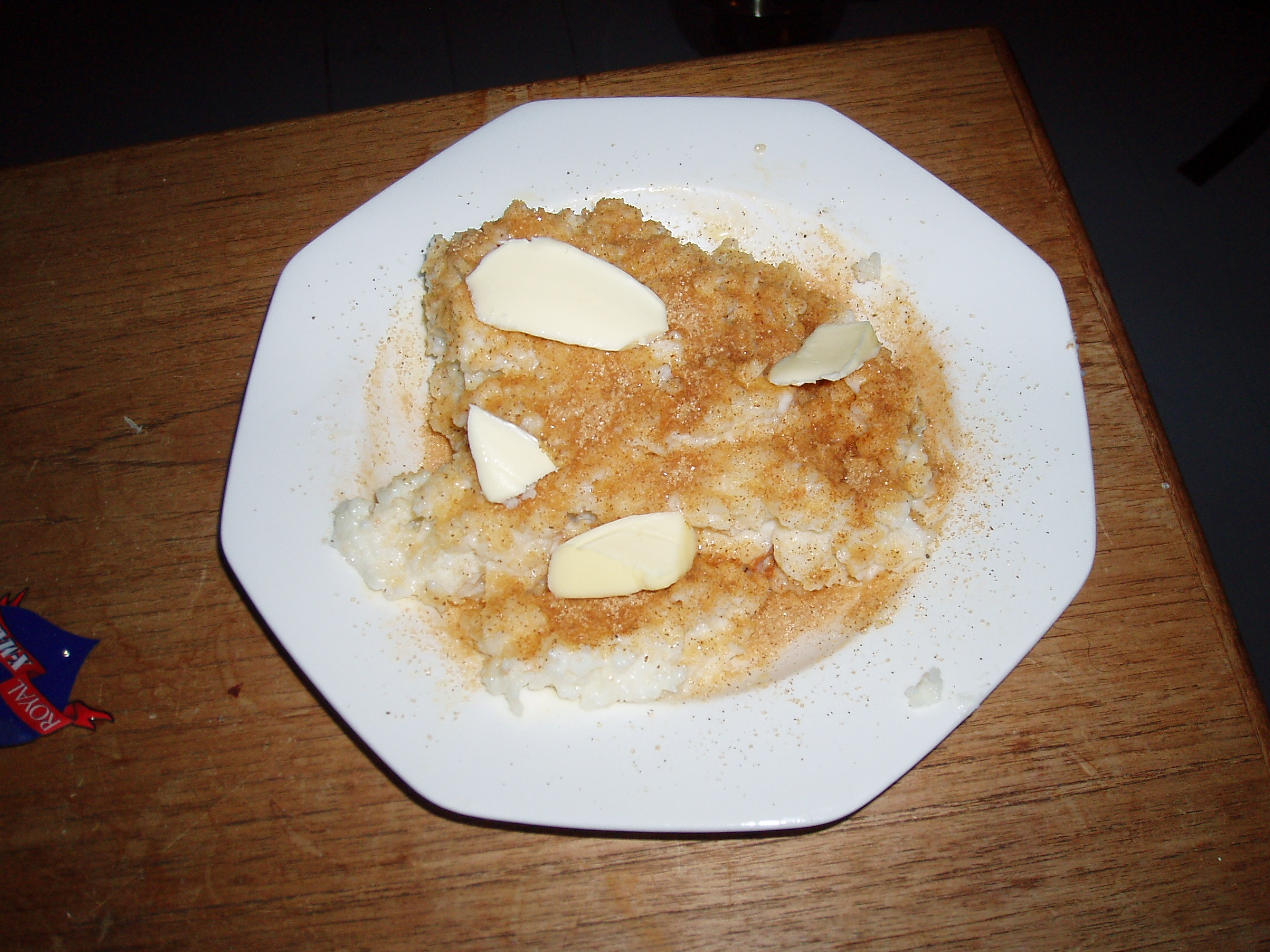
Risengrød.

A culinária da Dinamarca, tal como a de outros países escandinavos (Suécia e Noruega) e do norte da Europa em geral, como na Alemanha, é composta de pratos pesados, ricos em gorduras e carboidratos. Isto é devido à sua tradição agrícola e ao clima frio, caracterizado por invernos rigorosos e longos.
Antes de o país se industrializar (cerca de 1860), a agricultura de subsistência, gerida pelas famílias, individualmente, era a principal actividade económica da Dinamarca. Os produtos importados eram raros, o que originou hábitos gastronómicos determinados pelos produtos locais: cereais, lacticínios, carne de porco, peixe, maçãs, ameixas, cenouras, batatas, cebolas, cerveja e pão. Os dinamarqueses consomem diversas saladas e legumes cozinhados mas servidos frios. Entre estes, para além dos já referidos, contam-se a couve-flor e a beterraba. São também apreciados os legumes em conserva, tais como pepino, cebola, couve e rodelas de beterraba. Estes são muitas vezes confeccionados e armazenados em casa.
O prato nacional é o smørrebrød (traduzido à letra, pão com manteiga). Smørrebrød são sanduíches abertas que se comem sobretudo ao almoço e são compostas normalmente de peixe ou carnes frias e diversos tipos saladas sobre um pão escuro tipicamente dinamarquês, denominado rugbrød.
A refeição quente de carácter nacional poderá ser carne de porco no forno com batatas aloiradas, couve vermelha cozida e molho castanho (conhecida como flæskesteg). São ainda bastante populares as almôndegas ao estilo dinamarquês, conhecidas por frikadeller, o hakkebøf, o kogt hamburgerryg e o stegt flæsk.
Os molhos são muito usados e podem ser encontrados, por exemplo, nos cardápios dos postos de venda de salsichas tipicamente dinamarqueses conhecidos como pølsevogn. Medisterpølse‎ e rød pølse são exemplos de salsichas dinamarquesas. Os cachorros-quentes dinamarqueses podem também ser complementados com um preparado à base de cebola denominado ristede løg.
Na ilha de Bornholm, existe uma grande tradição de consumo de arenque fumado. Antigamente, quando não era possível comer todo o arenque acabado de fumar no próprio dia, preparava-se no dia seguinte o chamado Bornholm æggekage, que consiste numa omelete com arenque fumado.
Wienerbrød é um tipo de doce de pastelaria típico da culinária da Dinamarca, à base de massa folhada.
O kanelsnegl é um destes doces.

## No Natal
Na época do Natal, a Dinamarca também tem os seus doces típicos, tais como o risengrød, um arroz-doce com leite, açúcar e canela, com manteiga espalhada sobre tudo, para dar um toque dinamarquês. É conhecido como o prato que o Papai Noel e seus duendes comem.
Existem também uns biscoitinhos chamados pebernødder, que consistem numa mistura de canela, nozes e pimenta, podendo ser encontrados durante a quadra natalícia em toda a parte, para crianças e adultos.
Dessa época, é também tradicional o Æbleskiver, com uma massa semelhante à das panquecas. Possui, no entanto, uma forma de bola e é consumido com geleia e açúcar. Existem referências a este doce desde o século XVI.
Para além dos doces, existem também pratos típicos da quadra natalícia, tais como a carne assada flæskesteg e seu acompanhamamento brunede kartofler, que consiste de batatas com caramelo, e o ganso assado gåse steg. Os pratos assados são muitas vezes acompanhados por um molho castanho conhecido como brun sovs.
Na véspera de ano novo, é consumido o prato de bacalhau fresco cozido conhecido como kogt torsk.